# Alexander Nikolajewitsch Samoilowitsch

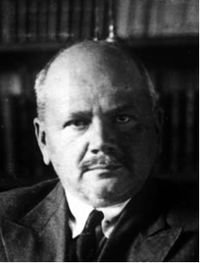
Alexander Nikolajewitsch Samoilowitsch

Alexander Nikolajewitsch Samoilowitsch (russisch Александр Николаевич Самойлович; * 17. Dezemberjul. / 29. Dezember 1880greg. in Nischni Nowgorod; † 13. Februar 1938 in Moskau) war ein russischer Orientalist, Turkologe und Hochschullehrer.

## Leben
Samoilowitsch war der Sohn des Direktors des Gymnasiums des Gouvernements Nischni Nowgorod Nikolai Jakowlewitsch Samoilowitsch, der der ukrainischen Geistlichkeit entstammte. Die Mutter Jewgenija Alexandrowna war die Tochter des Militärarztes Alexander Steigmann. Der Onkel Wladimir Steigmann war Militärarzt und leitete 1908 die medizinisch-ethnographische Nordsachalin-Expedition.
Samoilowitsch besuchte das Adelsinstitut Nischni Nowgorod und studierte dann an der Universität St. Petersburg in der Arabisch-Persisch-Türkisch-Tatarisch-Klasse der Orientalistik-Fakultät mit Abschluss 1903. Seine Lehrer waren Platon Michailowitsch Melioranski und Wilhelm Radloff. Ab 1907 lehrte er Turksprachen an der Universität St. Petersburg. Einer seiner Schüler war Richard Vasmer.
Nach der Oktoberrevolution lehrte Samoilowitsch 1920 an der Ostabteilung der Generalstabsakademie der Roten Armee. Zusammen mit Wassili Wladimirowitsch Bartold und Iwan Iwanowitsch Sarubin erstellte er für das Volkskommissariat für Nationalitätenfragen eine ethnographische Analyse Turkestans und Kirgisistans. Später war er Rektor des Petrograder Zentralen Instituts für gesprochene Ostsprachen (1922–1925), Korrespondierendes Mitglied (1924 gewählt) und Wirkliches Mitglied der Akademie der Wissenschaften der UdSSR (AN-SSSR) (1929 gewählt) und Akademie-Sekretär der Abteilung für Geisteswissenschaften der AN-SSSR (1929–1933) und Direktor des Instituts für Orientstudien der AN-SSSR (1934–1937) als Nachfolger von Sergei Fjodorowitsch Oldenburgs. 1933 leitete Samoilowitsch Tagungen der Kasachstan-Filiale der AN-SSSR zur Entwicklung der Karaganda-Kohleindustrie und zur Planung des Metallurgiekombinats Nowokusnezk. Beteiligt waren auch Alexander Jewgenjewitsch Fersman, Iwan Michailowitsch Gubkin und Andrei Dmitrijewitsch Archangelski.
Samoilowitsch untersuchte mit Feldstudien die Sprachen, Sitten und Folklore der Turkvölker auf der Krim, in der Wolgaregion, im Nordkaukasus und Südkaukasus, in Zentralasien, Kasachstan und im Altai. Daraus resultierten grundlegende Arbeiten über die Sprache, Literatur, Folklore und Ethnographie der Turkvölker sowie über Probleme der Turkologie und Klassifizierung der Turksprachen. Samoilowitsch gehörte zu den Autoren der ersten Ausgabe der in Leiden erschienenen Encyclopaedia of Islam (1913–1938).
Am 27. Oktober 1937 wurde Samoilowitsch wegen Spionage für Japan und Gründung einer terroristischen Organisation verhaftet. Dazu wurde ihm Pantürkismus vorgeworfen. Am 13. Februar 1938 wurde er von NKWD-Angehörigen erschossen. Am 29. April 1938 wurde er aus der AN-SSSR ausgeschlossen. Sein Nachfolger als Direktor des Instituts für Orientstudien der AN-SSSR wurde Wassili Wassiljewitsch Struwe. Samoilowitsch wurde am 25. August 1956 rehabilitiert und am 14. Dezember 1956 wieder in die AN-SSSR aufgenommen mit öffentlicher Verkündigung am 5. März 1957.